# Yeison López
Pour les articles homonymes, voir López.
Yeison López, né le 1er septembre 1999, est un haltérophile colombien.

## Biographie
Yeison López naît le 9 janvier 1999.
Lors des Jeux olympiques d'été de 2024, il remporte une médaille d'argent dans la catégorie des moins de 89 kg,.